# 松下元芳
松下 元芳（まつした げんほう、1831年（天保2年） - 1870年1月10日（明治2年12月9日））は、江戸時代末期（幕末）から明治初期にかけての医師、慶應義塾の教員。福澤諭吉の書簡では「松下芳庵」。名は寿太郎。

## 経歴
天保2年（1831年）誕生。筑後国久留米藩に藩医として仕えた。
広瀬淡窓に儒学、中島泰民に蘭学を学び、嘉永7年（1854年）5月に適塾に入り、九代目の塾頭に就任。更に慶応年間に久留米藩から派遣されて江戸に出て、福澤諭吉の慶應義塾に入って学んだ。この江戸滞在時に、鶴田仙庵、村田蔵六（大村益次郎）、箕作秋坪、高橋順益、島村鼎甫、石井謙道、松木弘安（寺島宗則）と交遊した。
その後、江戸医学館の教授となるが、明治2年（1870年）に死去した。